# FC Khatlon
FC Khatlon (tadschikisch ФК Вахш Қӯрғонтеппа FK Vaxş Qûrğonteppa/FK Vaxş Qūrƣonteppa), ehemals Wachsch Qurghonteppa (tadschikisch ФК Вахш FK Wachsch, nach englischer Umschrift Vakhsh) ist ein Fußballverein aus Bochtar in Tadschikistan. Aktuell spielt der Verein in der höchsten Liga des Landes, der Wysschaja Liga.

## Geschichte
Gegründet 1960, gewann der Verein bereits 1961 die erste nationale Meisterschaft. Den letzten großen Titel gewann er 2005. Völlig überraschend gelang es 2005, die jahrelange Dominanz des Regar TadAZ zu brechen. Als Meister 2005 qualifizierte sich der Verein für den AFC President’s Cup 2006. Dort erreichte er das Finale des Wettbewerbs, was bis dahin den größten internationalen Erfolg des Vereins bedeutete. Die Saison 2008 beendete Vakhsh Qurghonteppa auf Platz vier, 2009 wurde die Mannschaft wieder Meister. 2010 nahm das Team am GUS-Pokal teil, wobei sie bereits in der Vorrunde nach zwei Niederlagen gegen FK Aqtöbe aus Kasachstan und FK Baku aus Aserbaidschan und einem Unentschieden gegen HJK Helsinki scheiterten.

## Vereinserfolge

### National
- Tadschikischer Meister 1997, 2005, 2009[1]

- Tadschikischer Pokalsieger: 1965, 1996/1997, 2003
- Tadschikischer Pokalfinalist: 2002, 2005, 2020

### Kontinental
- AFC President’s Cup Finalist: 2006

## Stadion
Seine Heimspiele trägt der Verein im Tsentralnyi Stadium in Bochtar aus. Das Stadion hat ein Fassungsvermögen von 10.000 Personen
Koordinaten: 37° 49′ 52″ N, 68° 46′ 38″ O

## Trainerchronik
| Trainer                  | Nation                   | von            | bis               |
| ------------------------ | ------------------------ | -------------- | ----------------- |
| Vladimir Gulyamkhajdarov | Tadschikistan Kasachstan | 1. Januar 1984 | 31. Dezember 1984 |
| Vladimir Gulyamkhajdarov | Tadschikistan Kasachstan | 1. Januar 1987 | 31. Dezember 1991 |
| Asliddin Khabibulloev    | Tadschikistan            | 1. Januar 2007 | 31. Dezember 2010 |
| Takhirdzhon Muminov      | Tadschikistan            | 1. Juli 2008   | 30. Juni 2009     |
| Rustam Khodzhaev         | Tadschikistan            | 1. Januar 2015 | 31. Dezember 2015 |
| Asliddin Khabibulloev    | Tadschikistan            | 1. Januar 2020 | 31. Dezember 2023 |
| Takhirdzhon Muminov      | Tadschikistan            | 1. Januar 2024 | 22. April 2024    |
| Zarif Usmonov            | Tadschikistan            | 22. April 2024 |                   |

## Beste Torschützen
| Saison | Name                                | Tore |
| ------ | ----------------------------------- | ---- |
| 2004   | Nazir Rizomov                       | 32   |
| 2005   | Akhtam Khamrakulov Nazir Rizomov    | 12   |
| 2006   | Fozil Sattor20                      | 20   |
| 2009   | Akhtam Khamrakulov Nazir Rizomov    | 12   |
| 2015   | Muhammadjon Hassan                  | 4    |
| 2016   | Akhtam Khamrakulov                  | 5    |
| 2017   | Umardzhon Sharipov Holmurod Nazarov | 3    |
| 2019   | Parviz Akhun                        | 5    |
| 2020   |                                     |      |